# Georg Büchner (Politiker)
Georg Wilhelm Friedrich Büchner (* 8. Juni 1862 in Darmstadt; † 11. oder 12. September 1944 ebenda) war ein hessischer Industrieller und Politiker (DDP) und ehemaliger Abgeordneter des Landtags des Volksstaates Hessen in der Weimarer Republik.

## Familie
Georg Büchner war der Sohn des Arztes Friedrich Karl Christian Ludwig Büchner (1824–1899) und dessen Frau Karoline Georgine Sophie geborene Thomas (1836–1920). Georg Büchner, der evangelischer Konfession war, heiratete am 14. Juli 1892 in Darmstadt Marie Luise Therese geborene Schenk, die Tochter des Kommerzienrates und Fabrikanten Carl Schenck und dessen Frau Anne, geborene Knorr.

## Ausbildung und Beruf
Georg Büchner studierte an der Universität Gießen Neuphilologie und wurde dort zum Dr. phil.promoviert. Nach dem Studium arbeitete er als Gymnasiallehrer. 1891 trat er in die vom Schwiegervater gegründete Firma Carl Schenck ein und wurde Teilhaber und geschäftsführender Direktor.
Er engagierte sich stark in der Verbandsarbeit. So war er Vorsitzender des Verbandes der Metallindustriellen und des Bundes der Arbeitgeberverbände in Hessen und Hessen-Nassau. Auf Reichsebene war er Vorstandsmitglied des Gesamtverbandes Deutscher Metallindustrieller und des Deutschen Fördermittel- und Großwaagenverbandes.

## Politik
Georg Büchner gehörte von 1919 bis 1924 die ersten beiden Wahlperioden lang dem Landtag des Volksstaates Hessen für die DDP an. In der dritten Wahlperiode wurde er zunächst nicht gewählt, rückte dann aber am 26. September 1925 für Konrad Henrich in den Landtag nach, dem er bis 1927 angehörte.